# Ricardo Flores Magón (Chiapas)
Ricardo Flores Magón es una localidad del estado mexicano de Chiapas. Es parte del municipio de Venustiano Carranza.

## Toponimia
El nombre de la localidad rinde homenaje a Ricardo Flores Magón, periodista y pensador liberal mexicano.

## Demografía
| Gráfica de evolución demográfica |
|                                  |

| Censo | Población |
| ----- | --------- |
| 1921  | 40        |
| 1930  | 109       |
| 1940  | 290       |
| 1950  | 543       |
| 1960  | 1 091     |
| 1970  | 1 736     |
| 1980  | 2 472     |
| 1990  | 2 835     |
| 2000  | 3 027     |
| 2010  | 3 483     |
| 2020  | 3 569     |